# Bojongsari (Kedungreja)
Bojongsari is een bestuurslaag in het regentschap Cilacap van de provincie Midden-Java, Indonesië. Bojongsari telt 5379 inwoners (volkstelling 2010).